# Saint Louis Suns United FC
Saint Louis Suns United, là một câu lạc bộ bóng đá có trụ sở tại Victoria, Seychelles. Câu lạc bộ được thành lập là kết quả của sự hợp nhất năm 2007 giữa Saint-Louis (thành lập năm 1985) và Sunshine (1993).

## Lịch sử
Saint Louis Suns United được thành lập vào năm 2007 sau khi sáp nhập giữa Saint-Louis FC (thành lập vào những năm 1970) và Sunshine SC (thành lập năm 1993).
Saint Louis đã giành được 13 danh hiệu Division One League từ năm 1979 đến 1994, và xuất hiện nhiều lần trong các cuộc thi lục địa. Súnhhiinne đã giành chiến thắng đầu tiên vào năm 1995, chỉ sau hai năm tồn tại. Năm sau, Sunshine xuất hiện lần đầu tiên trong giải đấu quốc tế khi đại diện cho Seychelles trong Giải vô địch Cúp vô địch châu Phi. Từ đó, đội đã tiếp tục chơi trong giải hạng nhất.

## Thành tựu
- Seychelles League: 15 [3]

1979, 1980, 1981, 1983, 1985, 1986, 1987, 1988, 1989, 1990, 1991, 1992, 1994
1995 (tên Sunshine SC)
2017 (tên Saint Louis Suns United)
- Cúp FA Seychelles: 5 [4]

1988, 2003 (tên Saint-Louis FC)
2000 (tên Sunshine SC)
2010, 2017 (tên Saint Louis Suns United)
- Cúp tổng thống Seychelles: 2 [4]

2003 (tên Saint-Louis FC)
2008 (tên Saint Louis Suns United)

## Hiệu suất trong các cuộc thi CAF
- Cúp vô địch cúp châu Phi: 5 lần xuất hiện

1989: Vòng đầu tiên 
1990: Vòng đầu tiên 
1991: Vòng sơ loại 
1992: Vòng sơ loại 
1996: Vòng sơ loại 
- Cúp Liên đoàn CAF: 1 lần xuất hiện

2004   - Vòng sơ loại 
- Cúp vô địch cúp châu Phi: 2 lần xuất hiện

1998: Vòng sơ loại 
2001: Vòng thứ hai 